# 1919 en football
Cet article présente les faits marquants de l'année 1919 en football.

## Janvier
- 15 janvier : fondation du club tunisien de l'Espérance sportive de Tunis. Mohamed Zouaoui et Hédi Kallel fondent le club dans un café de Bab Souika .

## Février
- 22 février : match inter-ligues à Birmingham opposant une sélection du championnat d'Angleterre à une sélection du championnat d'Écosse. Les Anglais s'imposent 3-1 devant 35 000 spectateurs.
- Fondation du club français du SO Montpellier.

## Mars
- 9 mars : à Bruxelles, l'équipe de Belgique et l'équipe de France font match nul 2-2.
- 18 mars : fondation du club espagnol de Valence CF
- Fondation du club français du Cercle Athlétique Messin.

## Avril
- 5 avril : à Belfast, Glentoran FAC Belast et Linfield FAC font match nul 0-0 lors de la finale de la Coupe d'Irlande. Finale à rejouer.
- 5 avril : match inter-ligues à Glasgow opposant une sélection du championnat d'Angleterre à une sélection du championnat d'Écosse. Les Écossais s'imposent 3-2 devant 70 000 spectateurs.
- 6 avril : le CASG Paris remporte la Coupe de France en s'imposant en finale face à l'Olympique de Paris, 3-2.
- 7 avril : à Belfast, Linfield FAC remporte la Coupe d'Irlande en s'imposant en finale 2-1 face à Glentoran FAC Belast.
- 7 avril : fondation de la Fédération française de football association par transformation du Comité français interfédéral créé en 1907.
- Le Celtic F.C. est champion d'Écosse.
- Le Belfast Celtic FC est champion d'Irlande.
- Le Sporting Club Luxembourg est champion du Luxembourg.
- 19 avril : à Fall River (Massachusetts), le Steel de Bethlehem remporte la Coupe des États-Unis en s'imposant en finale 2-0 face au Paterson FC.

## Mai
- 11 mai : Le Havre AC remporte la dernière édition du Championnat de France USFSA en s'imposant 4-1 en finale face à l'Olympique de Marseille.
  - Article détaillé : Championnat de France de football USFSA 1919
- 18 mai : Arenas Club de Guecho remporte la Coupe d'Espagne face au FC Barcelone, 5-2.
- 29 mai : le Brésil remporte la troisième édition de la Copa América aux dépens de l'Uruguay après prolongation.
  - Article détaillé : Copa América 1919

## Juin
- 15 juin : K Reykjavik est champion d'Islande.
- 22 juin : la Chaux de Fonds remporte le Championnat de Suisse.
- 22 juin : le FC Kolomjagi remporte la Coupe de Petrograd en s'imposant 7-1 en finale face au Mercur Petrograd.
- Espana FC est champion du Mexique.
- Fondation du club français du Club Sportif Sedan Ardennes.

## Juillet
- Fondation du club français de l'Amicale des employés de la Société des magasins Casino, ancêtre de l'AS Saint-Étienne.

## Août
- 14 août : Montreal Grand Trunk s'impose 2-1 en finale aller de la coupe Connaught face à Winnipeg War Veterans.
- 16 août : Montreal Grand Trunk s'impose 1-0 en finale retour de la coupe Connaught face à Winnipeg War Veterans.

## Septembre
- Le KFS Moscou est champion de Moscou
- 27 septembre : à Moscou, la sélection de Petrograd s'impose 2-0 sur la sélection de Moscou.

## Octobre
- 12 octobre : Odds BK Skien remporte la Coupe de Norvège en s'imposant en finale 1-0 face à Frigg Kristiania.
- 19 octobre : création du SCO Angers (France)

## Novembre
- 5 novembre : match inter-ligues à Belfast opposant une sélection du championnat d'Irlande à une sélection du championnat d'Écosse. Les Écossais s'imposent 2-0.
- 19 novembre : match inter-ligues à Liverpool opposant une sélection du championnat d'Irlande à une sélection du championnat d'Écosse. Les deux formations font match nul 2-2 devant 20 000 spectateurs.

## Décembre
- 14 décembre :
  - Palestra Italia est champion de l'État de Sao Paulo.
  - Ricardo Zamora marque un but sur penalty lors d'un match du championnat de Catalogne qui reste à ce jour[Quand ?] le seul but inscrit par un gardien de but du FC Barcelone[1].
- 28 décembre : Fluminense FC est champion de l'État de Rio.

## Naissances
Plus d'informations : Liste de personnalités du football nées en 1919.
- 18 janvier : Anton Turek, footballeur allemand.
- 23 janvier : Bob Paisley, entraîneur anglais.
- 26 janvier : Valentino Mazzola, footballeur italien.
- 23 février : Johnny Carey, footballeur irlandais.
- 13 avril : René Gallice, footballeur français.
- 2 juillet : Albert Batteux, footballeur français.
- 31 juillet : Ignacio Trellez, entraîneur mexicain.
- 12 septembre : Jean Prouff, footballeur français.
- 6 octobre : Tommy Lawton, footballeur anglais.
- 11 octobre : Kader Firoud, footballeur français.
- 16 octobre : Ivor Allchurch, footballeur gallois.
- 7 novembre : André Frey, footballeur français.
- 10 novembre : Abderrahman Ibrir, footballeur français.

## Décès
- 22 juin : Frank Booth, footballeur anglais.